# Hyposoter asper
Hyposoter asper là một loài tò vò trong họ Ichneumonidae.